# Стэнли (Тасмания)
Стэнли (англ. Stanley) — небольшой город (town) на северо-западе Тасмании (Австралия), на берегу Бассова пролива. Согласно переписи 2016 года, население Стэнли составляло 476 человек.
Город Стэнли является одной из туристских достопримечательностей Тасмании. В городе имеется порт, который используется в основном рыболовными судами.

## География
Стэнли расположен на небольшом узком полуострове на северо-западе Тасмании, который выдаётся в Бассов пролив и оканчивается мысом Норт-Пойнт (англ. North Point). На востоке от полуострова находится залив Сойер (Sawyer Bay), а на западе — залив Перкинс (Perkins Bay).
Рядом со Стэнли находится известная гора вулканического происхождения (некк), которую называют Нат (англ. The Nut — «орех») или Сёркьюлар Хэд (англ. Circular Head — «круглая голова»). Высота горы — 143 м

## История
В 1826 году на это место прибыли первые поселенцы — английские работники компании Van Diemen's Land Company. В 1827 году стал функционировать морской порт. Первая школа была открыта в 1841 году.
В 1843 году город был назван Стэнли, в честь Лорда Стэнли, который на тот момент был британским министром по вопросам войны и колоний, а впоследствии (между 1852 и 1868 годами) три раза становился премьер-министром Великобритании.
В 1936 году первый телефонный кабель соединил континентальную Австралию и Тасманию — он был проложен от города Аполло-Бей до Стэнли.

## Население
Согласно переписи населения 2016 года, население Стэнли составляло 476 человек, 53,0 % мужчин и 47,0 % женщин. Средний возраст жителей Стэнли составлял 47 лет.
| 1996 | 2001 | 2006 | 2011 | 2016 |
| ---- | ---- | ---- | ---- | ---- |
| 543  | 455  | 458  | 481  | 476  |

Среди известных людей, родившихся в Стэнли — Джозеф Лайонс (1879—1939), десятый премьер-министр Австралии (в 1932—1939 годах) и премьер Тасмании (в 1923—1928 годах), а также Билл Моллисон (род. 1928), учёный-натуралист, основатель системы пермакультуры.

## Транспорт
От автомобильной дороги  Басс-Хайвей (Bass Highway), идущей вдоль северного побережья Тасмании, к Стэнли ответвляется дорога  Стэнли Хайвей (Stanley Highway). Расстояние до ближайшего города Смиттон — 21 км.